# سلسلة منافسات دانا وايت البرازيل
في عام 2018، ظهرت «سلسلة منافسات البرازيل» لأول مرة باعتبارها نسخة من سلسلة منافسات دانا وايت. على عكس النسخة الأمريكية، لم يتم عرض هذا على الهواء مباشرة وبدلاً من ذلك تم تسجيله على مدار يومين، 10 و11 أغسطس 2018. تم بعد ذلك بث النزالات الخمسة عشر على مدار ثلاث حلقات على كومباتشي وغلوبو وبورت تي في اعتبارًا من 24 أغسطس.